# 1041
1041 (MXLI) var ett normalår som började en torsdag i den julianska kalendern.

## Händelser

### December
- 10 december – Kejsarinnan Zoë Porphyrogenita upplyfter sin adoptivson till det Bysantinska rikets tron som Mikael V.

## Födda
- Harald Hein, kung av Danmark 1076–1080.

## Avlidna
- 10 december – Mikael IV, Kejsare i Bysantinska riket.
- Ingvar vittfarne, svensk viking, ledare av Ingvarståget.